# Велосипед з ремінним приводом

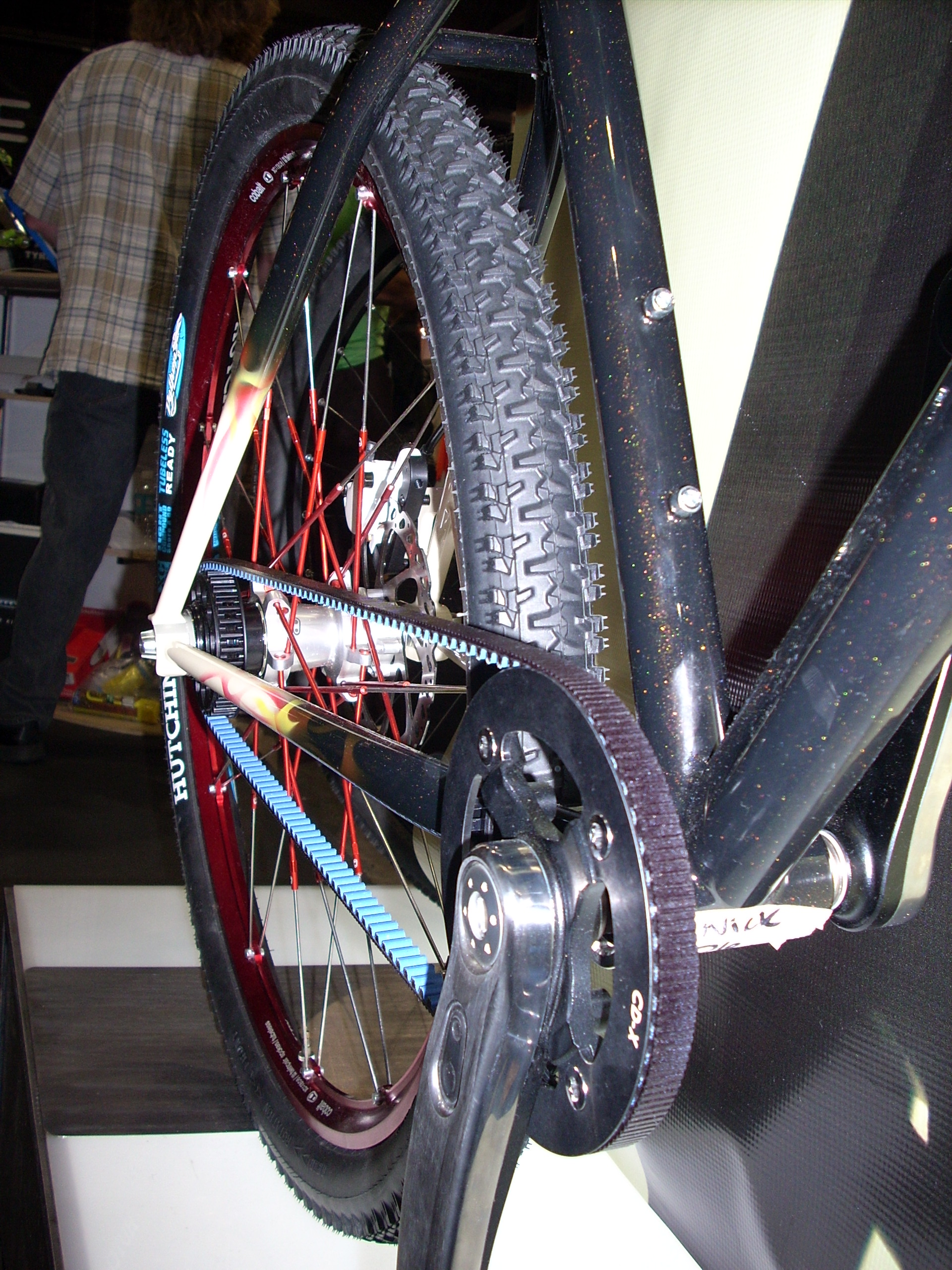
Велосипед з ремінним приводом

Велосипед з ремінним приводом — це велосипед, у якому педалі крутять колеса через ремінну (пасову) передачу.

## Етимологія
Велосипед — [франц. velocipede, від лат. velox (velocis) — швидкий і pes (pedis) — нога] машина, яку рухає людина за допомогою ножних педалей і ланцюгової передачі. Привод — пристрій для приведення в дію від двигуна різних технологічних машин

## Особливості будови велосипеда з ремінним приводом

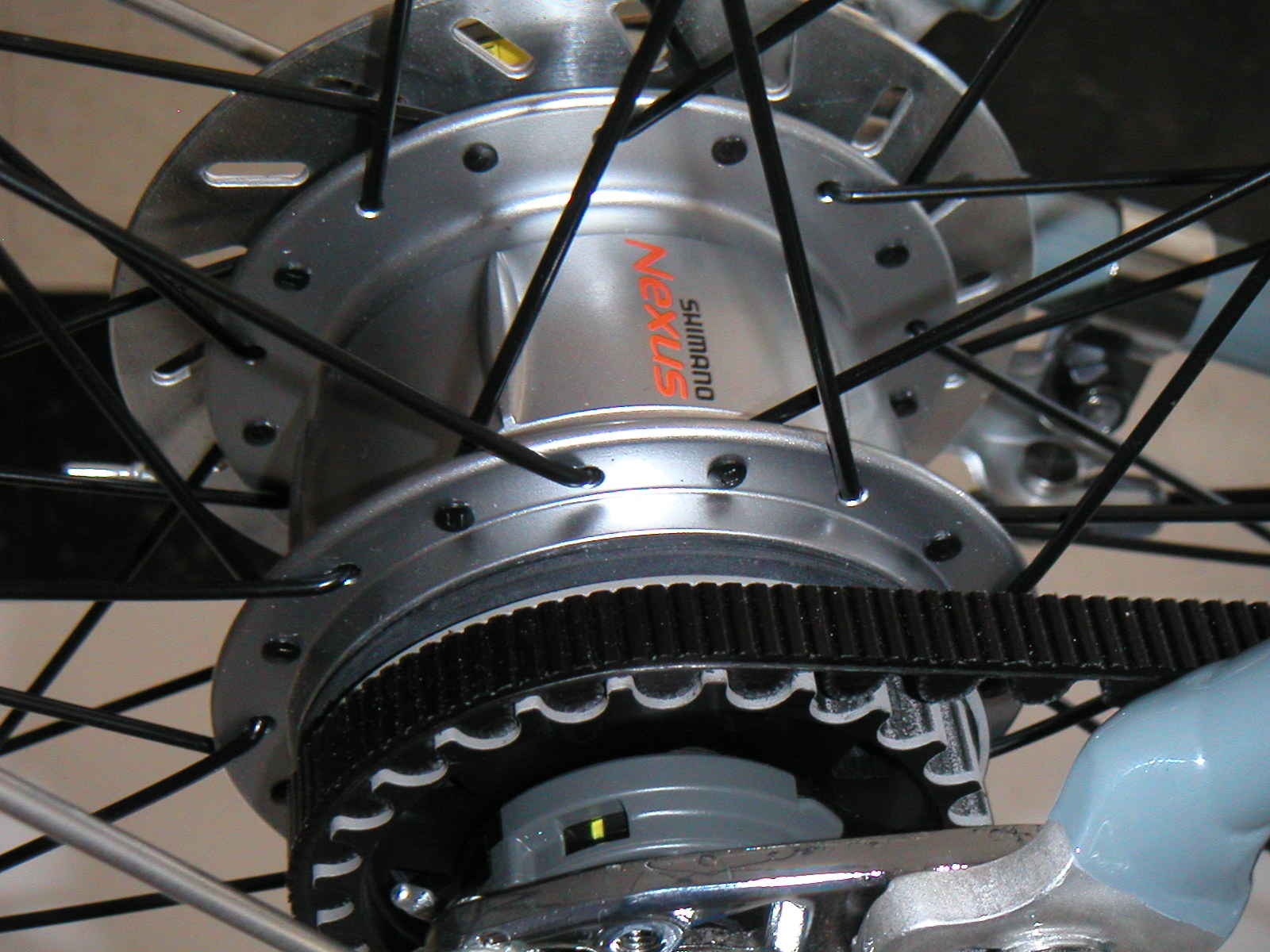
Ремінний привод задньої планетарної втулки (маточини) на велосипеді Trek Soho

Система складається з ременя, передньої та задньої зірки. Ремінь — це петля з волокон карбону в оправі з нейлону та поліуретану. Рифлена поверхня зверху запобігає перекручуванню; в основу ременя з полімерних матеріалів покладені карбонові волокна, які мають високу міцність на розрив; для утримання на зірках нейлоновий шар має зуби з проточкою посередині.

## Переваги
1. Ремінь не розтягується з часом, як ланцюг, тому служить в 4 рази довше.
2. На відміну від ланцюга ремінь являє собою цільну конструкцію і не схильний до деформації.
3. Не вимагає регулярного обслуговування, не потребує мастила.
4. Легко миється простою водою.
5. Ремінний привід має малу вагу.
6. Не створює шуму

## Недоліки
1. Система вибаглива до жорсткості заднього трикутника рами.
2. Система також дуже вибаглива до натяжіння. Міцне натяжіння ременя призводить до прискореного зносу підшипників.
3. Ремінь не розмикається як ланцюг. Для установки і заміни треба, щоб задній трикутник рами розбирався. Відповідно потрібна особлива рама.

## Фірми, які випускають велосипеди з ремінним приводом
Компанія Volata Cycles створила практичну дорожню модель, насичену технологічними новинками XXI століття. Велосипед має електронний перемикач швидкостей, GPS-навігацію, автоматичні фари, ремінний привід і навіть клаксон.
IKEA — шведський виробник меблів і товарів для дому в галузі транспортних засобів випускає велосипед Sladda, який має алюмінієву раму з подвійним лаковим покриттям, планетарний перемикач швидкостей, ремінний привід з 10-річною гарантією і габаритні фари.